# Ophioglossum moluccanum
Ophioglossum moluccanum là một loài dương xỉ trong họ Ophioglossaceae. Loài này được Schltdl. mô tả khoa học đầu tiên năm 1825.
Danh pháp khoa học của loài này chưa được làm sáng tỏ. 